# Phạm Chuyên
Phạm Chuyên (sinh năm 1943) là Thiếu tướng Công an nhân dân Việt Nam và chính trị gia người Việt Nam. Ông từng là đại biểu Quốc hội Việt Nam khóa X nhiệm kì 1997-2002 thuộc đoàn đại biểu Hà Nội.. Ông từng giữ chức Giám đốc Công an thành phố Hà Nội (đến năm 2005).

## Tiểu sử
Phạm Chuyên sinh ngày 15/2/1943, người dân tộc Kinh, không theo tôn giáo nào. Ông có quê quán ở xã Hồng Thái, huyện Kiến Xương, tỉnh Thái Bình.
Ông có trình độ chuyên môn là cử nhân Đại học An ninh, cử nhân ngành Tổng hợp Văn, cử nhân Luật.
Từ năm 1997 đến năm 2002, ông từng là đại biểu Quốc hội Việt Nam khóa X thuộc đoàn đại biểu Hà Nội, đồng thời là Giám đốc Công an TP Hà Nội, Uỷ viên Uỷ ban Pháp luật của Quốc hội khóa X.